# 卡爾帕季 (穆卡切沃區)

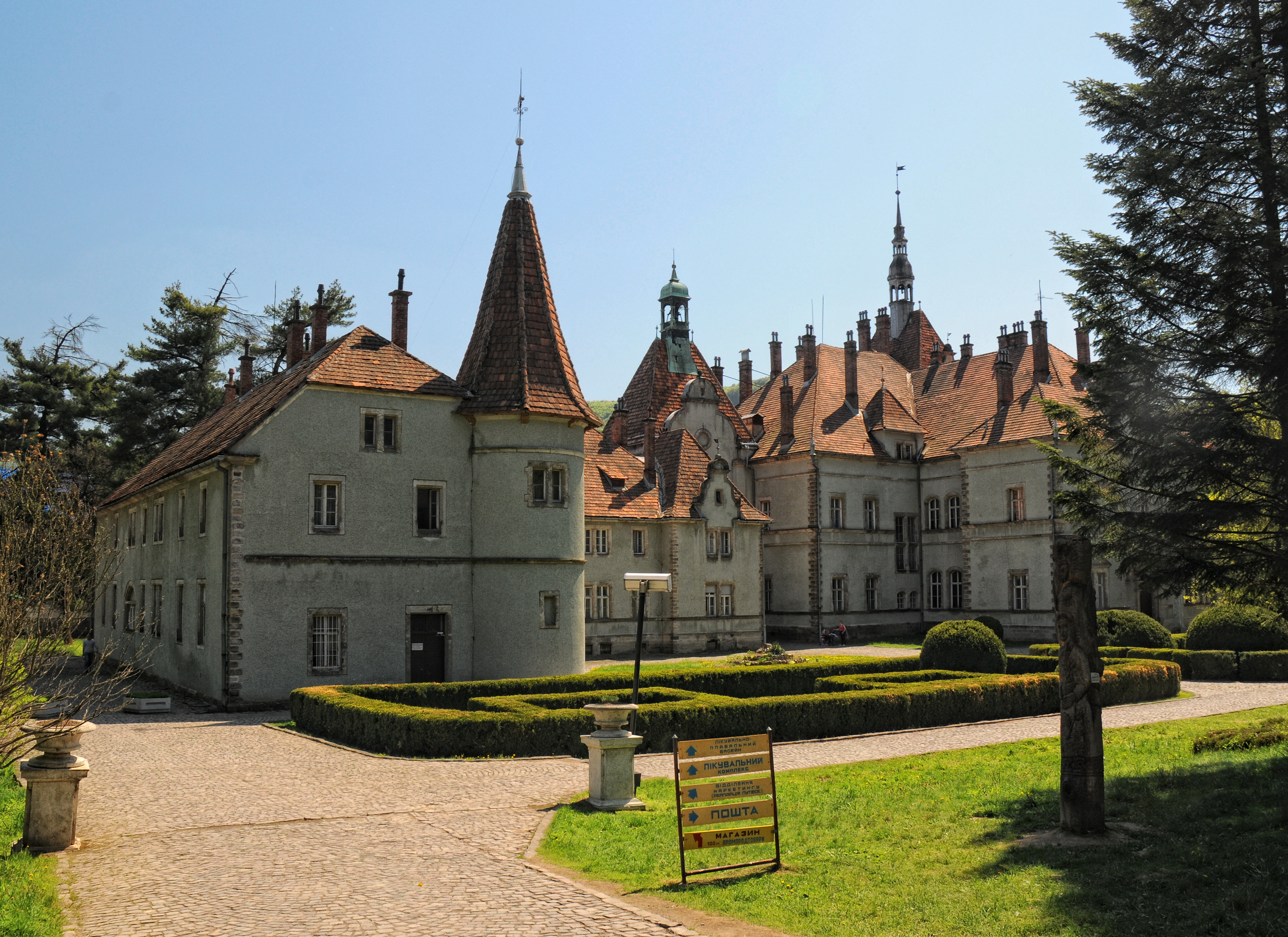

卡爾帕季（烏克蘭語：Карпати），是烏克蘭的村落，位於該國西部外喀爾巴阡州，由穆卡切沃區負責管轄，面積0.98平方公里，海拔高度217米，2001年人口235，人口密度每平方公里240人。
48°31′28″N 22°52′23″E / 48.52444°N 22.87306°E